# Villar del Salz
Villar del Salz és un municipi d'Aragó situat a la província de Terol i enquadrat a la comarca de Jiloca.